# Heimsyn (Sinding)
Heimsyn is een liederenbundel gecomponeerd door Christian Sinding. Sinding gebruikte daartoe teksten van Anders Hovden. De liederen werden niet uitgegeven door een Scandinavische uitgeverij, maar door een Duitse: Otto Forberg Verlag. Deze Duitse firma voorzag de liederen direct van een versie in het Duits. Heimsyn (huiswaarts) werd in Duitsland uitgegeven onder de titel Heimfahrt. De Noorse titel werd in subscript bijgeleverd, net als de Engelse tekst. In 1906 stevende Noorwegen af op de tweedeling van Zweden. Sinding zag dat niet zitten en werd (weer) populairder in Duitsland dan in eigen land. 
De bundel bestaat uit zeven liederen:
1. Heimfahrt (Heimsyn/Homeward bound) in con sentimento
2. Morgenlied (Morgonsong/Morningsong) in con fuoco
3. De Staar (Star/The starling) in allegretto
4. Inga in andantino
5. Sonnenuntergang (No dalar/Sunset) in andante
6. Aus der Tiefe (Or djupet/Out of the depth) in andante dolorosa
7. Abend (Kvalden/Eveing) in tranquillo